# Erbhof Thedinghausen

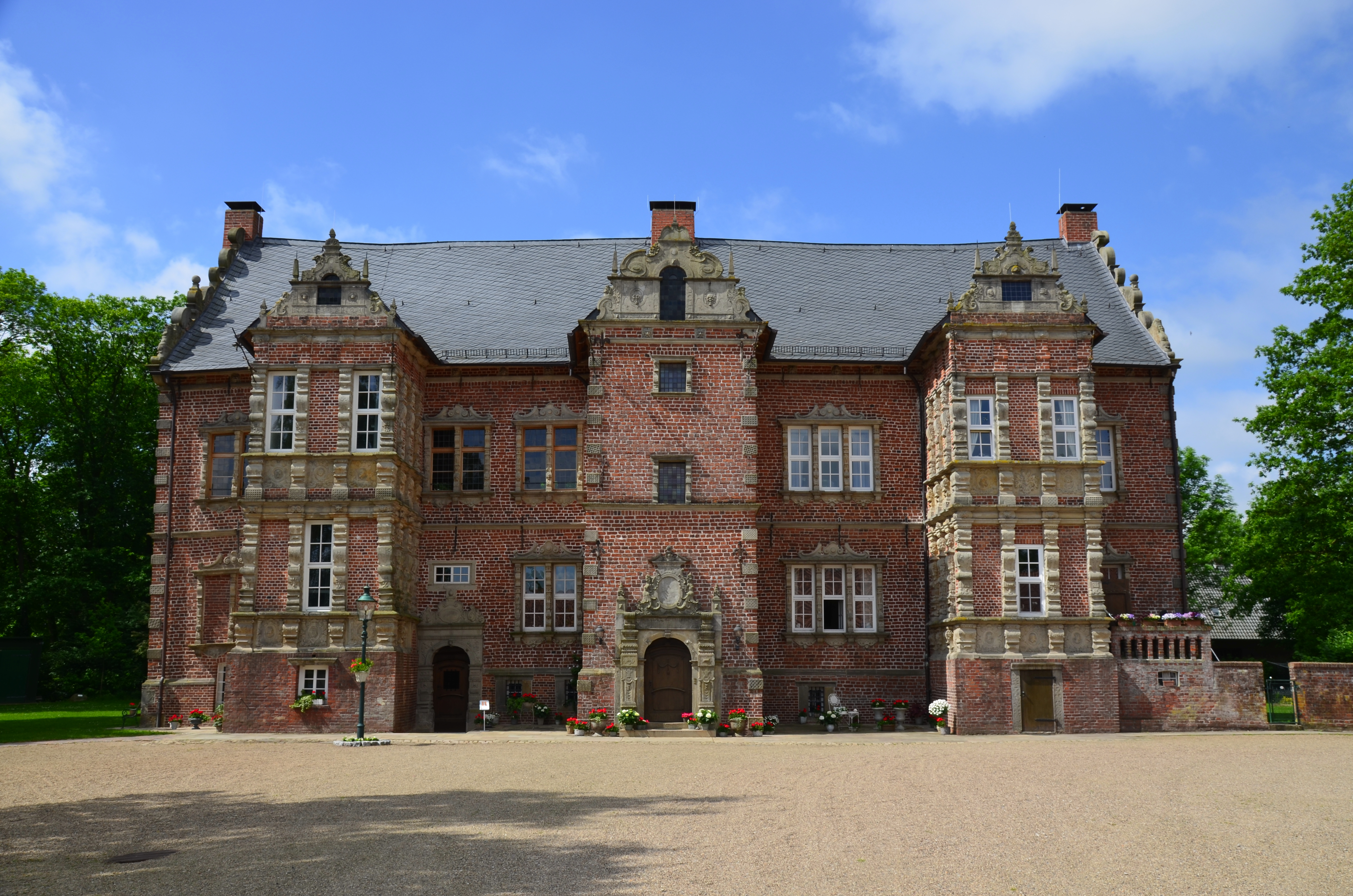
Nordostseite mit drei Vorbauten und den Portalen

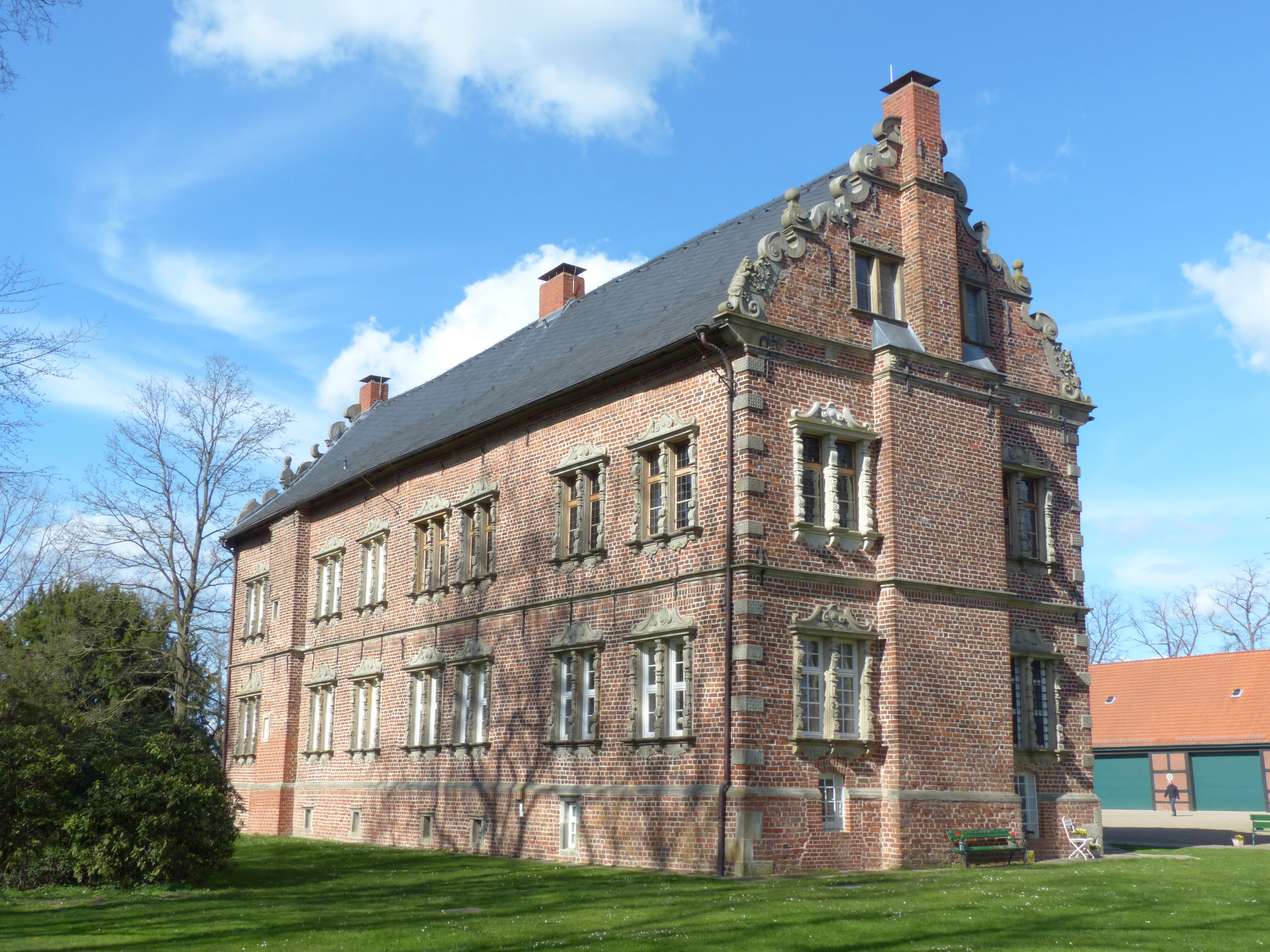
Ansicht von Süden

Der Erbhof Thedinghausen ist ein Herrensitz in der Gemeinde Thedinghausen im niedersächsischen Landkreis Verden. Das heute erhaltene Hauptgebäude wurde ab 1619 vom evangelisch-lutherischen Erzbischof Johann Friedrich von Bremen für seine Geliebte im Stil der Weserrenaissance erbaut.

## Geschichte

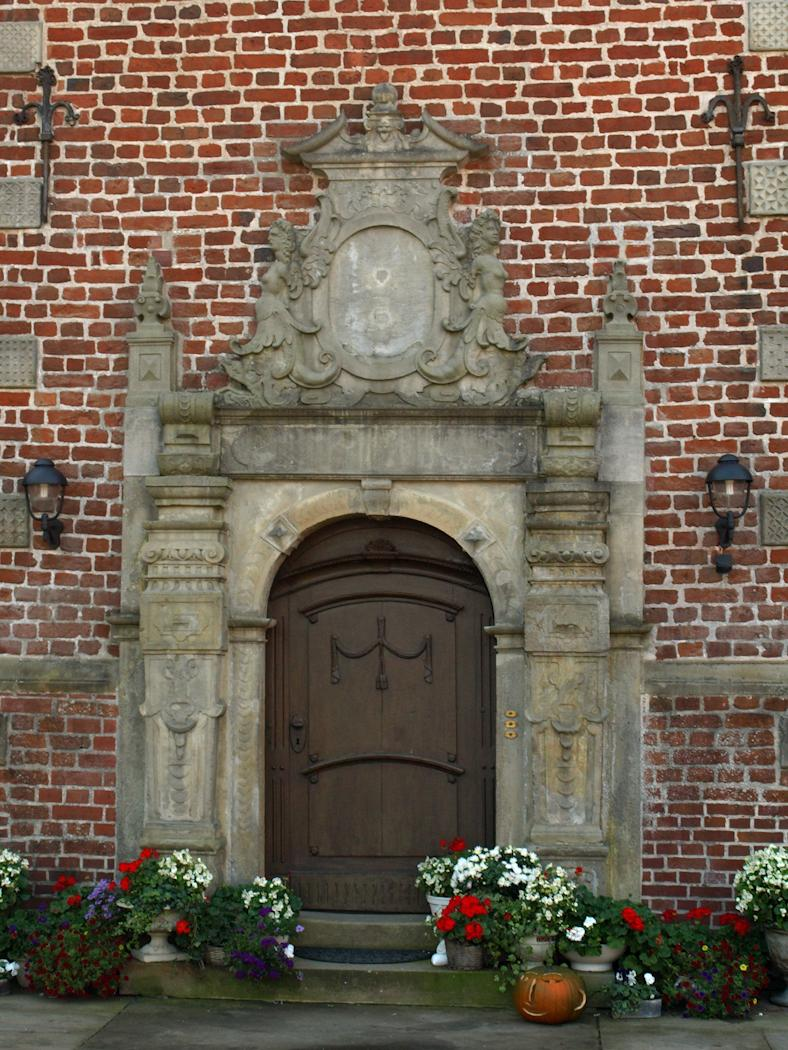
Eingangsportal

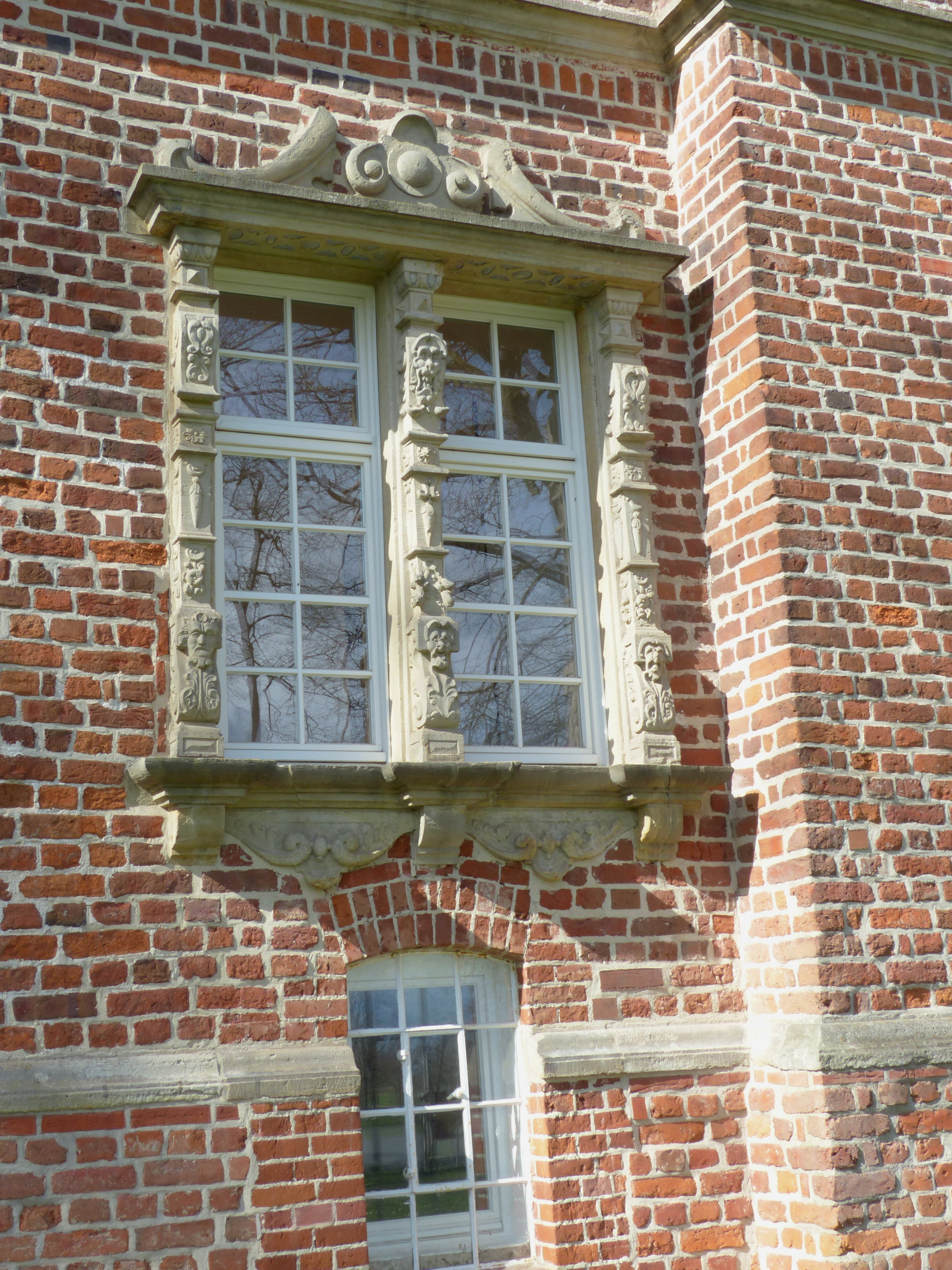
Westliches Hochparterrefenster der südöstlichen Schmalseite

Der Bremer Erzbischof aus dem Hause Schleswig-Holstein-Gottorf hatte 1612 hier, auf dem Rittersitz ihres Mannes Heinrich Corlehake Hermeling, Gertrud von Hermeling-Heimbruch, kennengelernt. Heinrich vermachte 1613, im Jahr vor seinem Tode, dem Landesherrn das bis dahin lehnsfreie Anwesen, Johann Friedrich ernannte im Gegenzug den Gutsherrn zum Drosten der Ämter Thedinghausen und Langwedel. Nach dessen Tod erbaute der Erzbischof für die Witwe, seine nunmehrige Geliebte, das Herrenhaus als standesgemäßen Wohnsitz. Noch während der Bauarbeiten, bereits am 16. März 1620 starb aber auch Gertrud. Der zweigeschossige Backsteinbau ist charakterisiert durch drei weit vorspringende Risalite oder Ausluchten an der Hauptfassade. Der mittlere enthält eine Spindeltreppe, die seitlichen gehören, wie an den Baunähten ablesbar ist, einer geringfügig späteren Bauphase an. Reich dekorierte Giebel, Rahmungen und Lisenen aus Sandstein gliedern die unverputzten Außenflächen. Portraitmedaillons zeigen mehrfach die gleichen Bildnisse der Gertrud und ihres Geliebten. Ornamentgeschichtlich stehen die Einzelformen (Rollwerk und Schweifwerk mit einer Tendenz zum Knorpelwerk) bereits am Übergang vom Manierismus zum Frühbarock. Der Innenausbau ist weitgehend verändert.

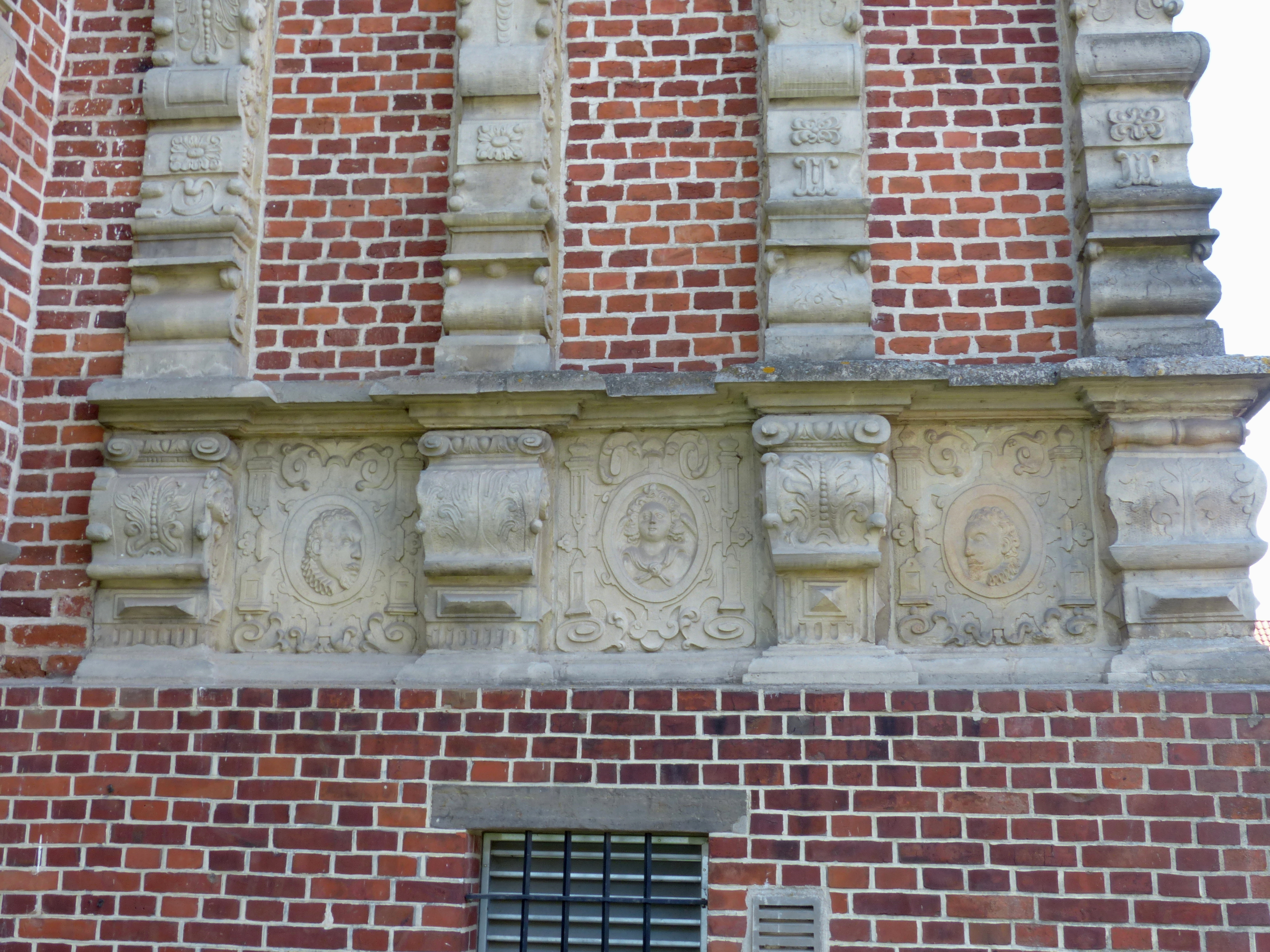
Untere Medaillonreihe an der Südseite des südlichen Ostvorbaus
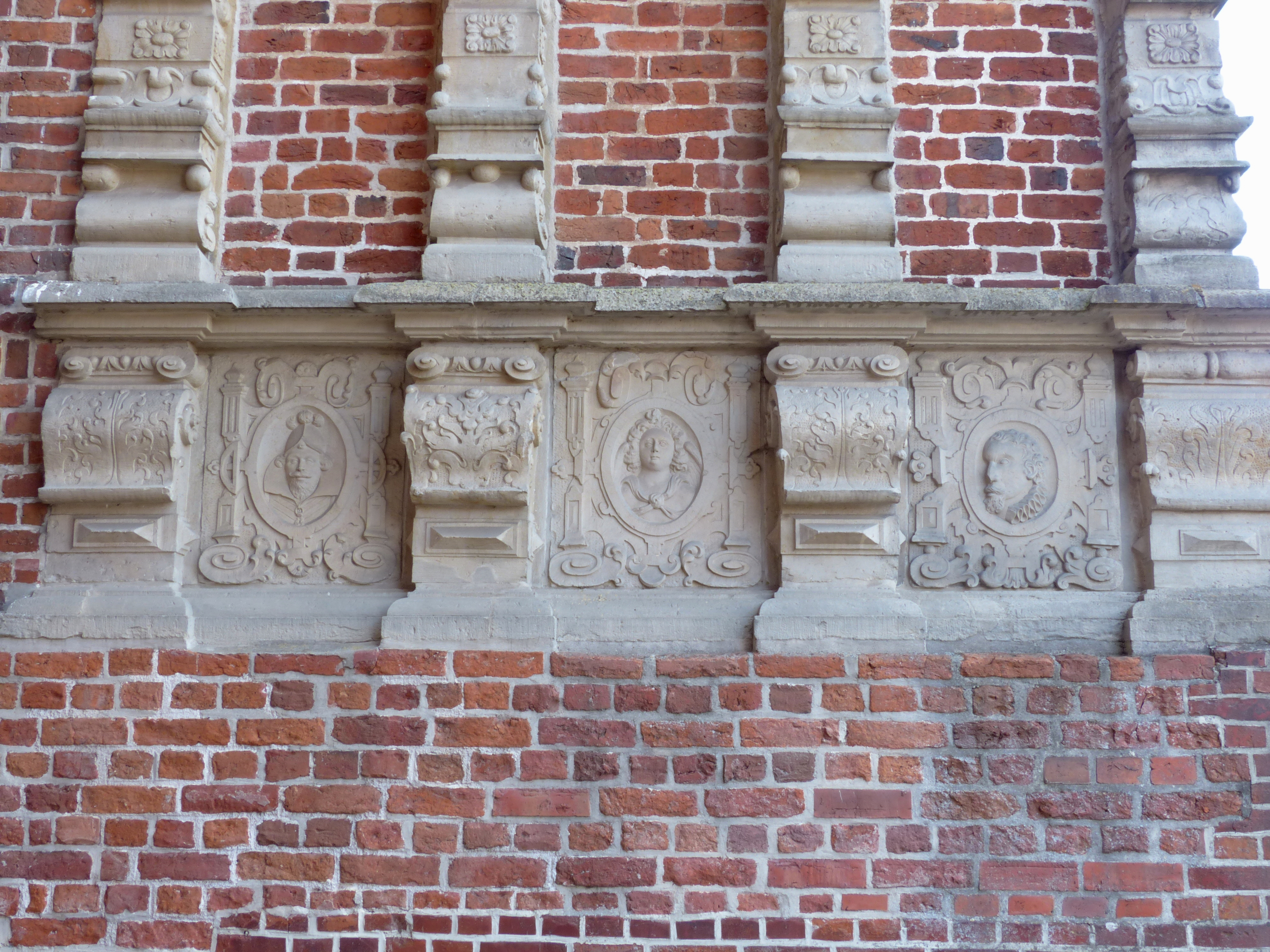
Untere Medaillonreihe an der Südseite des nördlichen Ostvorbaus

Im Jahr 1621, gleich nach der Fertigstellung, schenkte der Erzbischof den Erbhof seinem Sohn Friedrich, nach dessen Tod ihn dessen Schwester Christine erbte; beide waren aus einer Liebesbeziehung des Erzbischofs mit der bürgerlichen Anna Dobbel aus Bremervörde hervorgegangen. Christine von Holstein verkaufte den Erbhof 1649 an den schwedischen Grafen Arwed von Wittenberg, der 1657 starb. Seine Tochter, die junge Gräfin Marianne Margarethe von Wittenberg, wurde nun Eigentümerin. Deren Vormünder verkauften den Hof 1681 für 11.000 Reichstaler an den schwedischen Drosten in Verden, Thomas von Gerstenberg. Dessen Sohn und Nachfolger, Heinrich Wilhelm von Gerstenberg, war mit Katharina von Klencke aus dem Hause Donnerstedt verheiratet. Die älteste Tochter der beiden, Metta Beate, verheiratet mit dem Landrat Karl-Ludwig von Meihern, erbte den Hof. Dieser fiel wegen Kinderlosigkeit später an die mit ihnen verwandte Familie von Ompteda. Im Jahre 1785 geriet der Erbhof in Konkurs und erneut im Jahre 1813.
In einer öffentlichen Versteigerung im Jahr 1829 kam der Erbhof in die Hand des Celler Hausvogtes (Amtmannes) Christian Lüders. In dessen Familie vererbte er sich weiter bis in die heutige Zeit. Von 1885 bis 1935 bewirtschaftete sein Nachfahre Theo Lillie den Erbhof. Er hatte auch großen Einfluss in der Thedinghäuser Lokalpolitik, man nannte ihn im Volksmund den „Herzog von Thänhusen“. Seine Tochter Louise Lillie heiratete 1921 den Bankdirektor Henrich Kriete. Der älteste Sohn Edmund Kriete übernahm das landwirtschaftliche Anwesen nach dem Zweiten Weltkrieg. Durch den Konkurs der Firma Thomas Kriete „Transporte - Baustoffe – Erdarbeiten – Vermietung“ geriet auch der Erbhof 1998 in die Konkursmesse. Bei der Versteigerung im Jahr 1998 erwarb die Hauptgläubigerin, die Kreissparkasse Verden, den Erbhof. Sie verkaufte ihn weiter an die Samtgemeinde Thedinghausen, die seit dem 1. Januar 1999 Eigentümerin ist.
2011 bis 2014 wurden umfangreiche Restaurierungen und Rekonstruktionen ausgeführt. Sie umfassten eine aufwändige Ertüchtigung des Dachstuhls, eine Erneuerung des Schieferdaches in „Altdeutscher Deckung“, die Wiederherstellung des „Renaissance-Saales“ mit neuer Verfliesung nach vorgefundenem Muster, Aufdeckung und Restaurierung der Deckenbalkenbemalung und eine Teilrekonstruktion des Kamins. 
Auch wenn das Bauwerk weithin der „Weserrenaissance“ zugerechnet wird, ist doch festzuhalten, dass sein Stil bereits überwiegend frühbarocke Züge trägt. 

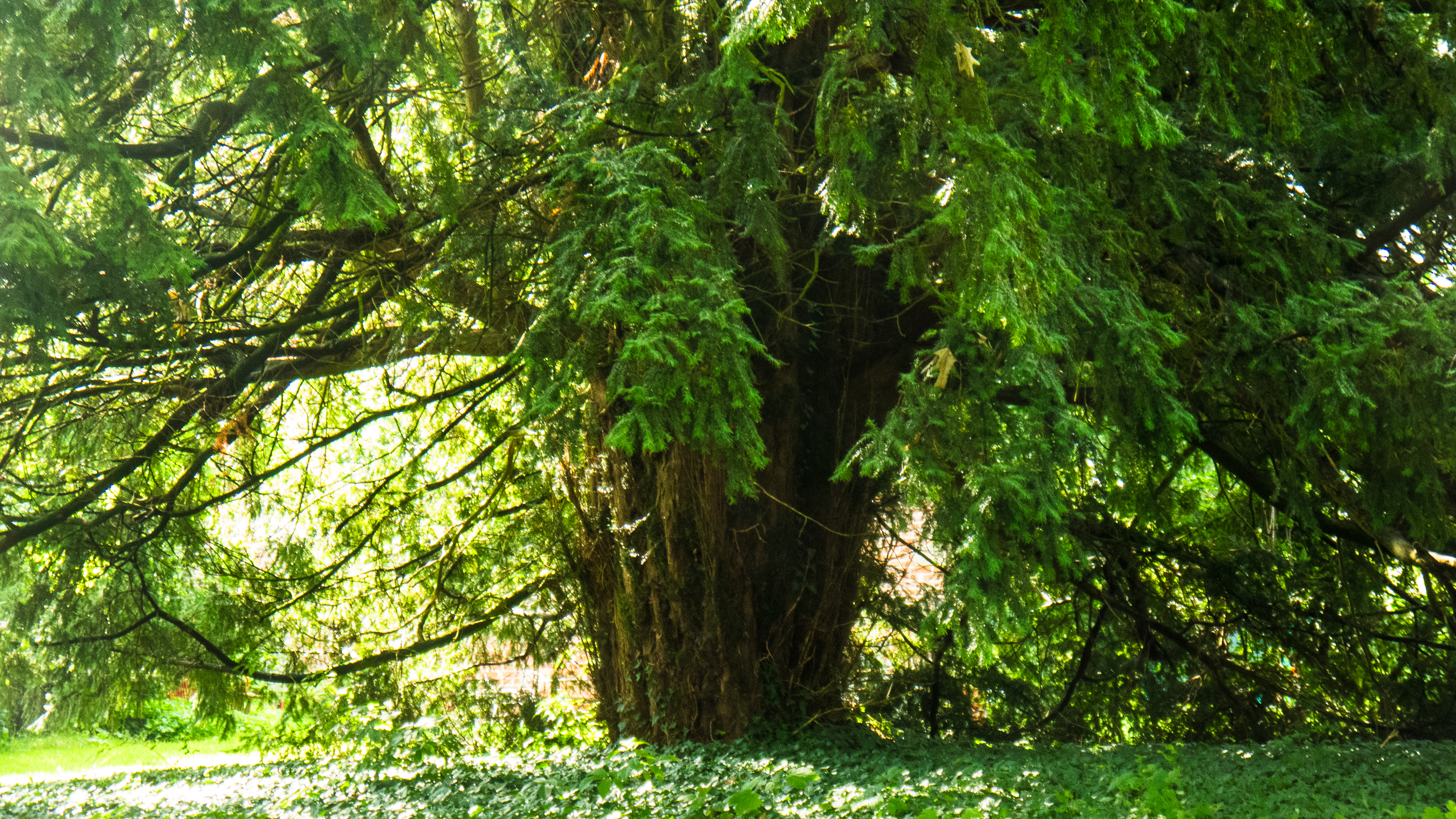
Neben dem Erbhof stehende Eibe

### Park
Ein 11 ha großer, von einer Stiftung getragener Baumpark, ein Arboretum, schließt sich an das Schloss an. Neben dem Erbhof steht eine gut 400 Jahre alte Eibe, die 2023 zum Nationalerbe-Baum ausgerufen wurde. Mit einem Stammumfang von fast fünf Metern gilt sie als dickste öffentlich zugängliche Eibe in Deutschland. Sie soll im Jahr 1621 als vierjähriger Setzling zur Vollendung des Schlossgartens gepflanzt worden sein.

## Literatur

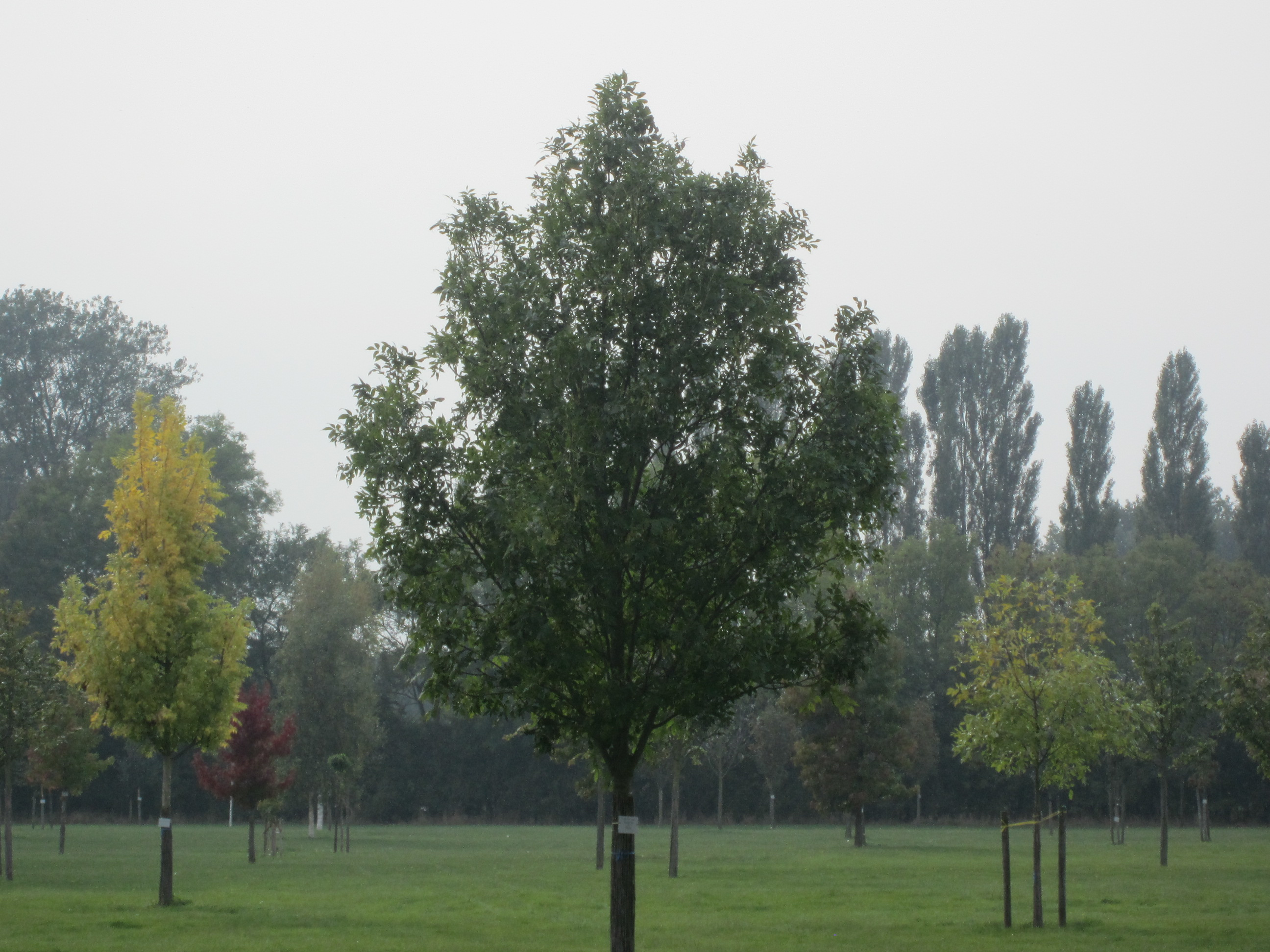
Baumpark